# 林秀晶
林秀晶（1979年7月11日—），韓國女演員。

## 演艺经历
1998年9月以雜誌的模特出道，早期演藝之路並不順遂，直到2003年因演出金知雲執導電影《薔花，紅蓮》才開始大放異彩，奪獎無數，正式開展星途。2004年以電視劇《對不起，我愛你》聚集更多人氣，在亞洲各地奠定人氣基礎。2006年與韓國名導朴贊郁、歌手鄭智薰(RAIN)合作電影《賽柏格之戀》，2007年以此片邁向國際，獲邀參加數個國際影展。

## 演出作品

### 電視劇
- 2001年：KBS2《學校4》飾演 吳惠娜
- 2004年：KBS2《對不起，我愛你》飾演 宋恩彩
- 2017年：tvN《芝加哥打字機》飾演 田雪／柳秀賢
- 2019年：tvN《請輸入檢索詞WWW》飾演 裴朵美
- 2021年：tvN《憂鬱症》飾演 池允秀
- 2025年：Disney+《下流大盜》飾演 梁貞淑

### 電影
- 2002年：《彈鋼琴的總統》飾演 韓洋熙
- 2003年：《鬼魅》飾演 裴秀美
- 2003年：《恋爱进行时（朝鲜语：…ing）》
- 2005年：《戀人絮語》飾演 安秀晶
- 2006年：《方糖》飾演 詩恩
- 2006年：《再造人之戀》飾演 詠君
- 2007年：《幸福》飾演 恩熙
- 2009年：《田禹治：超時空爭霸》 飾演 寡婦（朝鮮時代）／徐仁靜（現代）
- 2010年：《尋找金鐘旭》飾演 徐智雨
- 2011年：《愛，不愛》飾演 英信
- 2012年：《我妻子的一切》飾演 延靜仁
- 2015年：《隱秘的誘惑》飾演 劉智燕
- 2016年：《時間脫離者》飾演 徐允貞／鄭素恩
- 2017年：《The Table》飾演 惠晶
- 2018年：《成為母親之後》飾演 孝珍
- 2020年：《貓執事》旁白
- 2023年：《蜘蛛網》飾演 李敏子
- 2023年：《單身首爾》飾演 周賢珍

### MV
| 年份   | 演唱者 | 歌名                  | 備註 |
| ------ | ------ | --------------------- | ---- |
| 1999年 | Y2K    | 深深的悲傷(깊은 슬픔) |      |
| 2000年 | 尤美   | 가라                  |      |
| 2001年 | 金章勳 | 抱歉(미안해)          |      |
| 2012年 | Nell   | 白夜(백야)            |      |

## 音樂作品
- 2006年：電影方糖原聲帶中〈紫羅蘭〉一曲

## 奖项与提名
| 年份 | 颁奖典礼                        | 奖项                   | 作品                | 结果 |
| ---- | ------------------------------- | ---------------------- | ------------------- | ---- |
| 2003 | 第4届釜山电影评论家协会奖       | 女子新人奖             | 《蔷花，红莲》      | 獲獎 |
| 2003 | 第23届韩国电影评论家协会奖      | 女子新人奖             | 《蔷花，红莲》      | 獲獎 |
| 2003 | 第2届韩国电影大奖               | 女子新人奖             | 《蔷花，红莲》      | 獲獎 |
| 2003 | 第24届青龙电影奖                | 女子新人奖             | 《蔷花，红莲》      | 獲獎 |
| 2003 | 第6届导演剪辑奖                 | 女子新人奖             | 《蔷花，红莲》      | 獲獎 |
| 2003 | 第3届美国洛杉矶Screamfest电影节 | 最佳女主角奖           | 《蔷花，红莲》      | 獲獎 |
| 2004 | 第24届葡萄牙国际奇幻电影节      | 最佳女主角奖           | 《蔷花，红莲》      | 獲獎 |
| 2004 | 第41届大钟奖                    | 女子新人奖             | 《蔷花，红莲》      | 提名 |
| 2004 | KBS演技大奖                     | 女子新人奖             | 《对不起，我爱你》  | 獲獎 |
| 2004 | KBS演技大奖                     | 女子人气奖             | 《对不起，我爱你》  | 獲獎 |
| 2004 | KBS演技大奖                     | 网络女子人气奖         | 《对不起，我爱你》  | 獲獎 |
| 2004 | KBS演技大奖                     | 最佳情侣奖（与苏志燮） | 《对不起，我爱你》  | 獲獎 |
| 2005 | 第41届百想艺术大奖              | 电视部门 女新人演技奖  | 《对不起，我爱你》  | 提名 |
| 2006 | 第27届青龙电影奖                | 最佳女主角奖           | 《方糖》            | 提名 |
| 2007 | 第1届亚洲电影大奖               | 最佳女主角奖           | 《再造人之戀》      | 提名 |
| 2007 | 第43届百想艺术大奖              | 电影部门 最佳女主角奖  | 《再造人之戀》      | 提名 |
| 2007 | 第28届青龙电影奖                | 最佳女主角奖           | 《幸福》            | 提名 |
| 2008 | 第44届百想艺术大奖              | 电影部门 最佳女主角奖  | 《幸福》            | 提名 |
| 2008 | 第45届大钟奖                    | 最佳女主角奖           | 《幸福》            | 提名 |
| 2008 | 第16届春史电影节                | 最佳女主角奖           | 《幸福》            | 提名 |
| 2008 | 第17届釜日电影奖                | 最佳女主角奖           | 《幸福》            | 提名 |
| 2012 | 第5届亚洲时尚偶像奖             | 时尚偶像赏             | 不適用              | 獲獎 |
| 2012 | 第21届釜日电影奖                | 最佳女主角奖           | 《我妻子的一切》    | 提名 |
| 2012 | 第49届大钟奖                    | 最佳女主角奖           | 《我妻子的一切》    | 提名 |
| 2012 | 第33届青龙电影奖                | 最佳女主角奖           | 《我妻子的一切》    | 獲獎 |
| 2012 | 第13届年度最佳女电影人奖        | 表演奖                 | 《我妻子的一切》    | 獲獎 |
| 2013 | 第49届百想艺术大奖              | 电影部门 最佳女主角奖  | 《我妻子的一切》    | 提名 |
| 2019 | 第12届韩国电视剧节              | 最佳女主角奖           | 《請輸入檢索詞WWW》 | 提名 |

## 外部連結
- 林秀晶的Instagram帳戶
- 林秀晶在NAVER上的资料
- 林秀晶在韩国电影数据库（KMDb）上的資料（韓語）
- 林秀晶在互联网电影资料库（IMDb）上的資料（英文）
- 林秀晶在豆瓣上的资料（简体中文）
- 순수 임수정 팬클럽  （页面存档备份，存于）